# Monoctonus crepidis
Monoctonus crepidis är en stekelart som först beskrevs av Alexander Henry Haliday 1834.  Monoctonus crepidis ingår i släktet Monoctonus och familjen bracksteklar. Arten är reproducerande i Sverige. Inga underarter finns listade i Catalogue of Life.